# Schackbräde (fjäril)
Schackbräde, Melanargia galathea, är en vit och svartgrå fjärilsart som kan sägas likna ett schackbräde. Arten ingår i släktet Melanargia, och familjen praktfjärilar. Arten förekommer tillfälligt i Sverige, men reproducerar sig inte. Inga underarter finns listade.
Larverna lever på olika gräs och de fullvuxna fjärilarna dricker nektar från blommor och den förekommer därför bland annat på blomsterrik ängsmark.

## Utseende

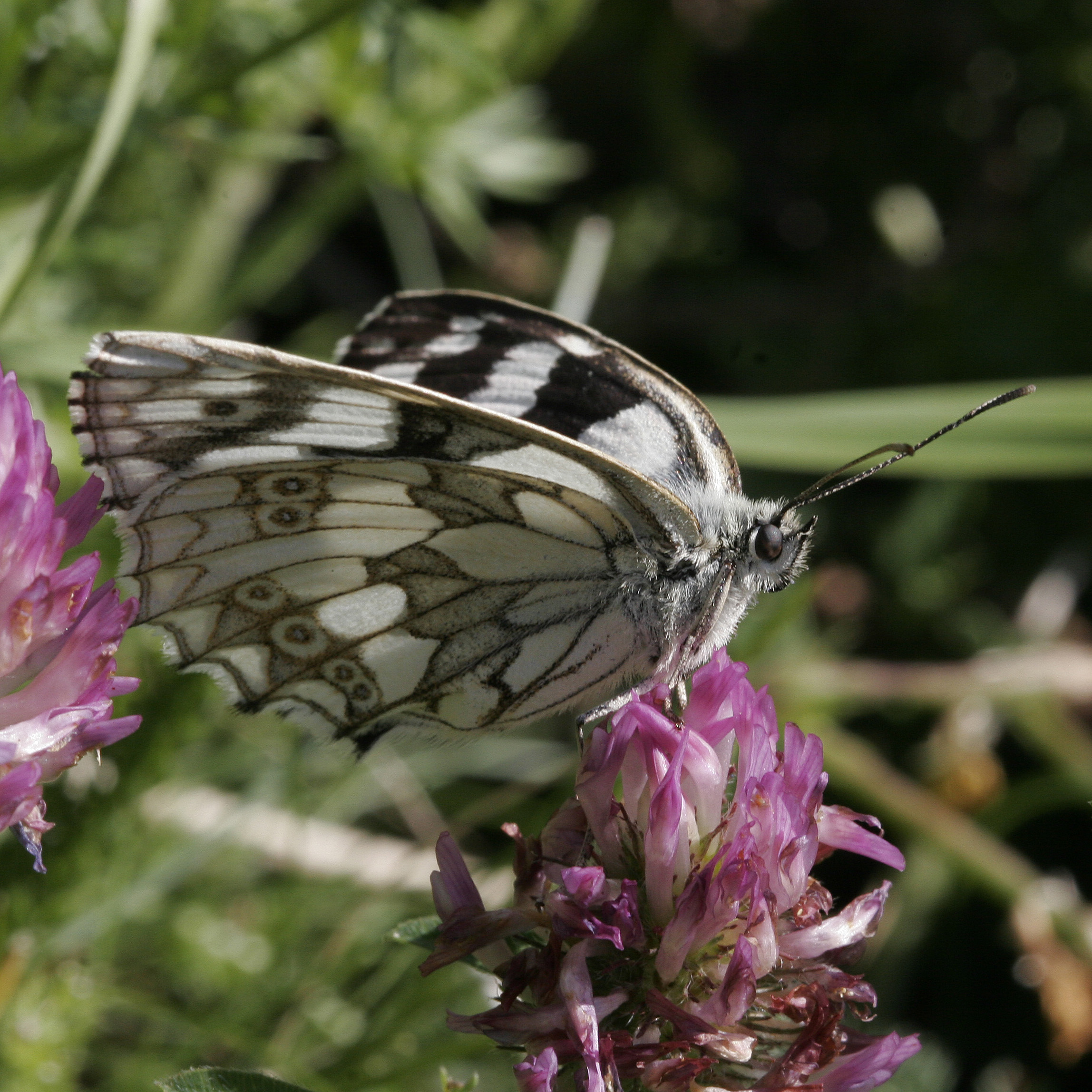
Undersidan på en schackbrädehona.

Honan och hanen är lika varandra förutom att vissa honor kan ha en gulaktig nyans på undersidan. Vingspannet är mellan 43 och 50 millimeter. Vingarnas ovansida är mönstrad med gråsvarta och vita fläckar och det är ungefär lika stor yta av varje färg. Undersidans mönster liknar ovansidans men den gråsvarta färgen är här ljusgrå. På bakvingen finns en rad med grå ögonfläckar. Larven är grön med några ljusare och mörkare smala längsgående linjer. Den blir upp till 20 millimeter lång.

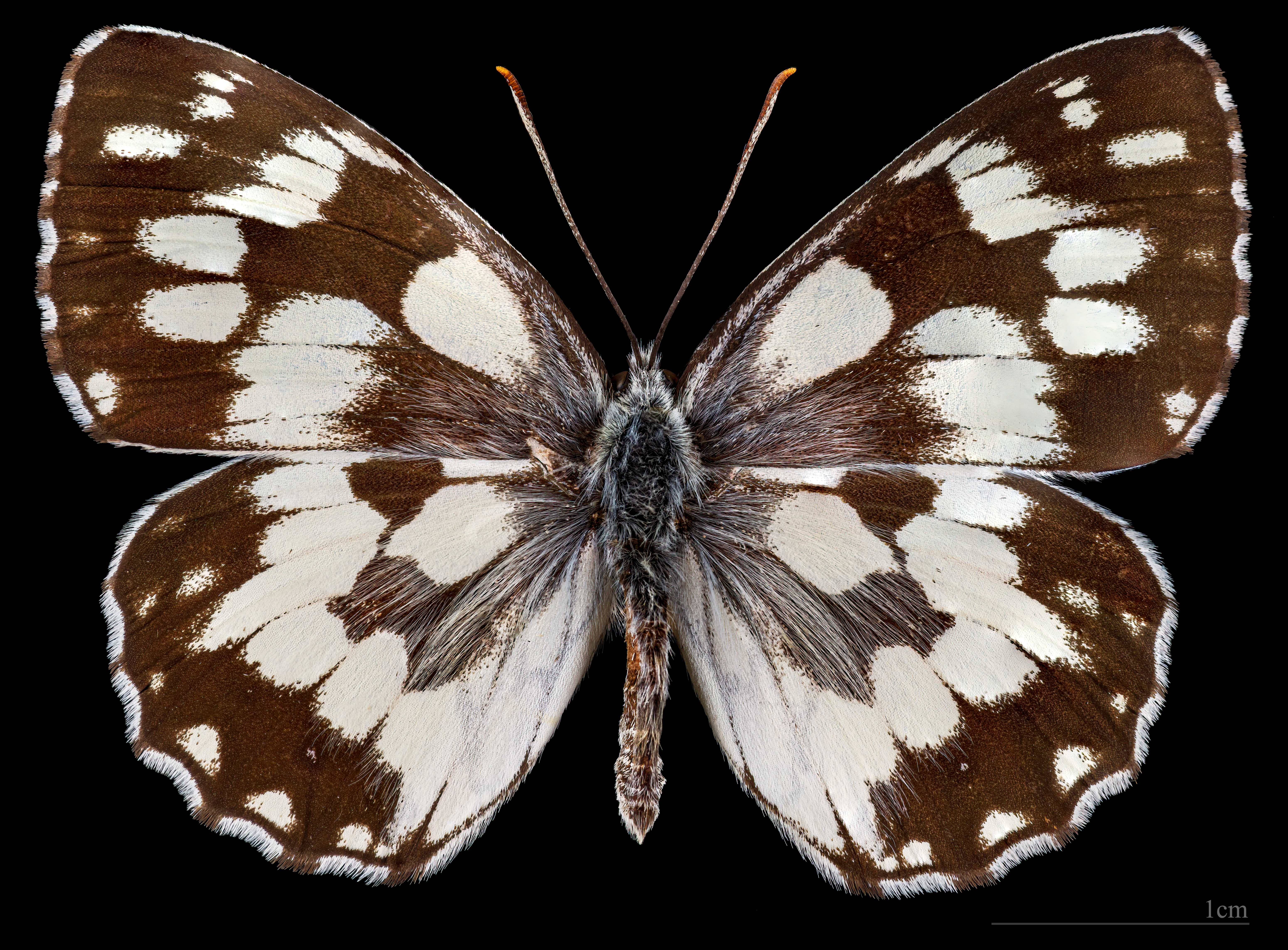
♂
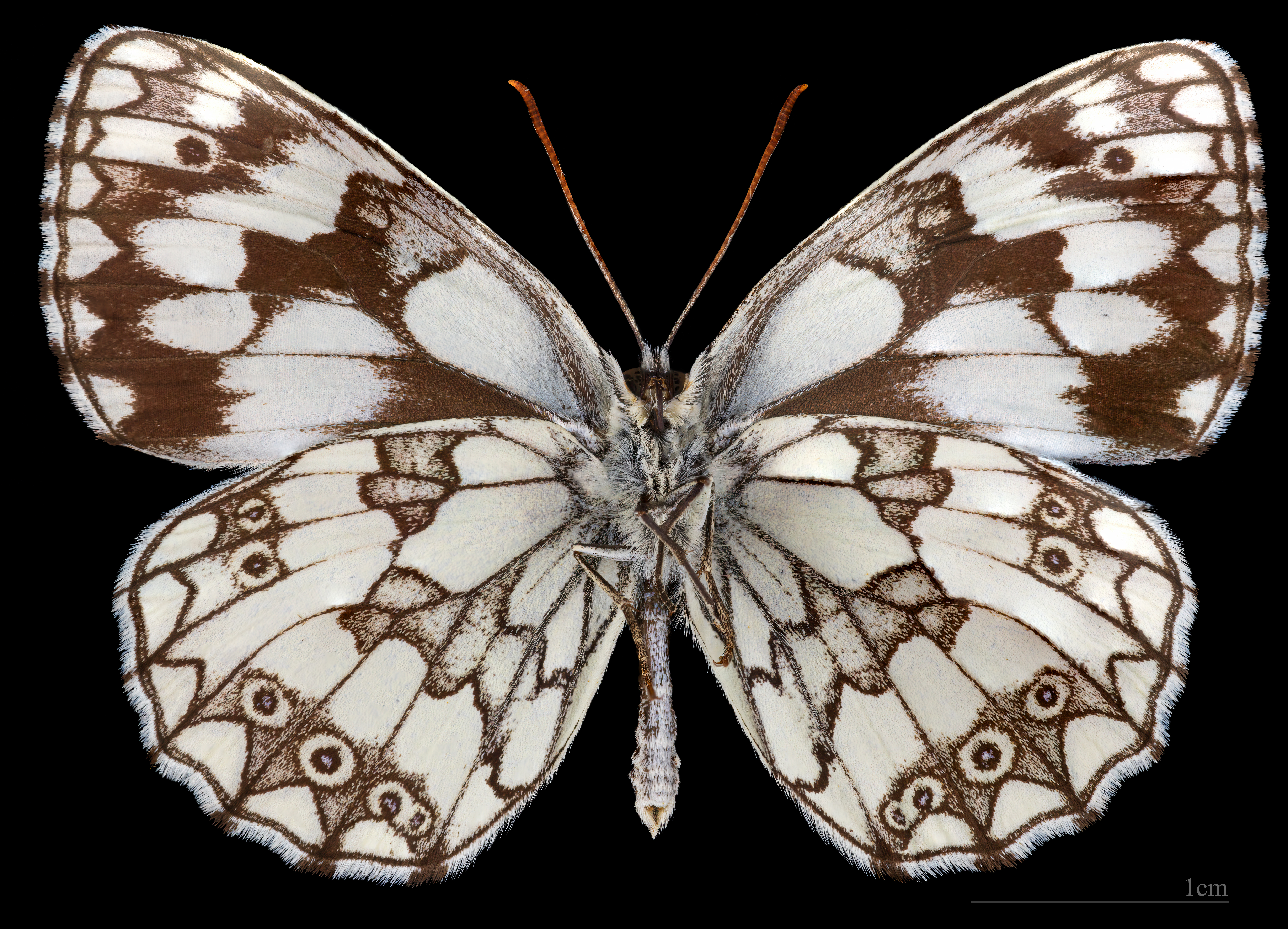
♂ △
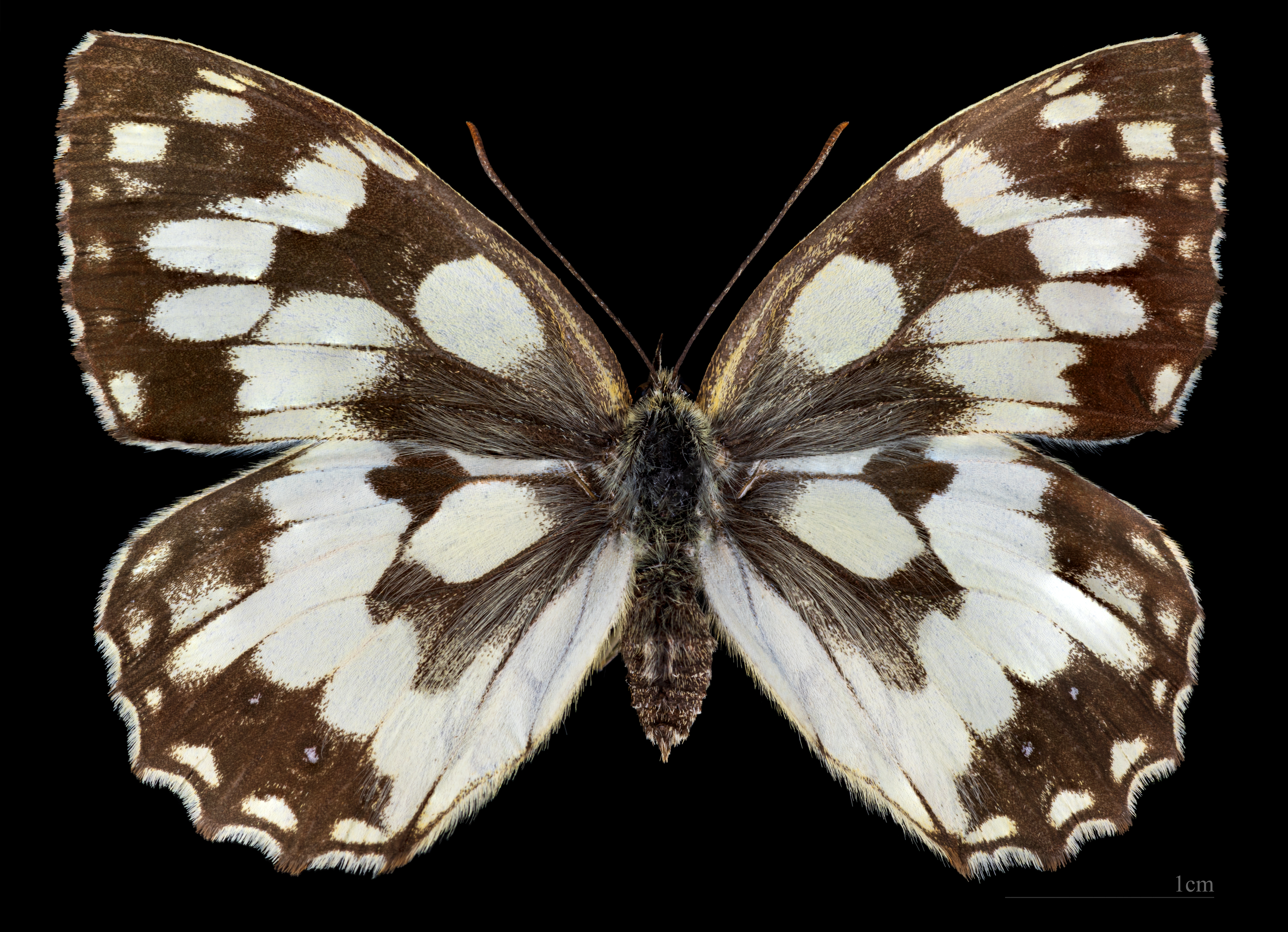
♀
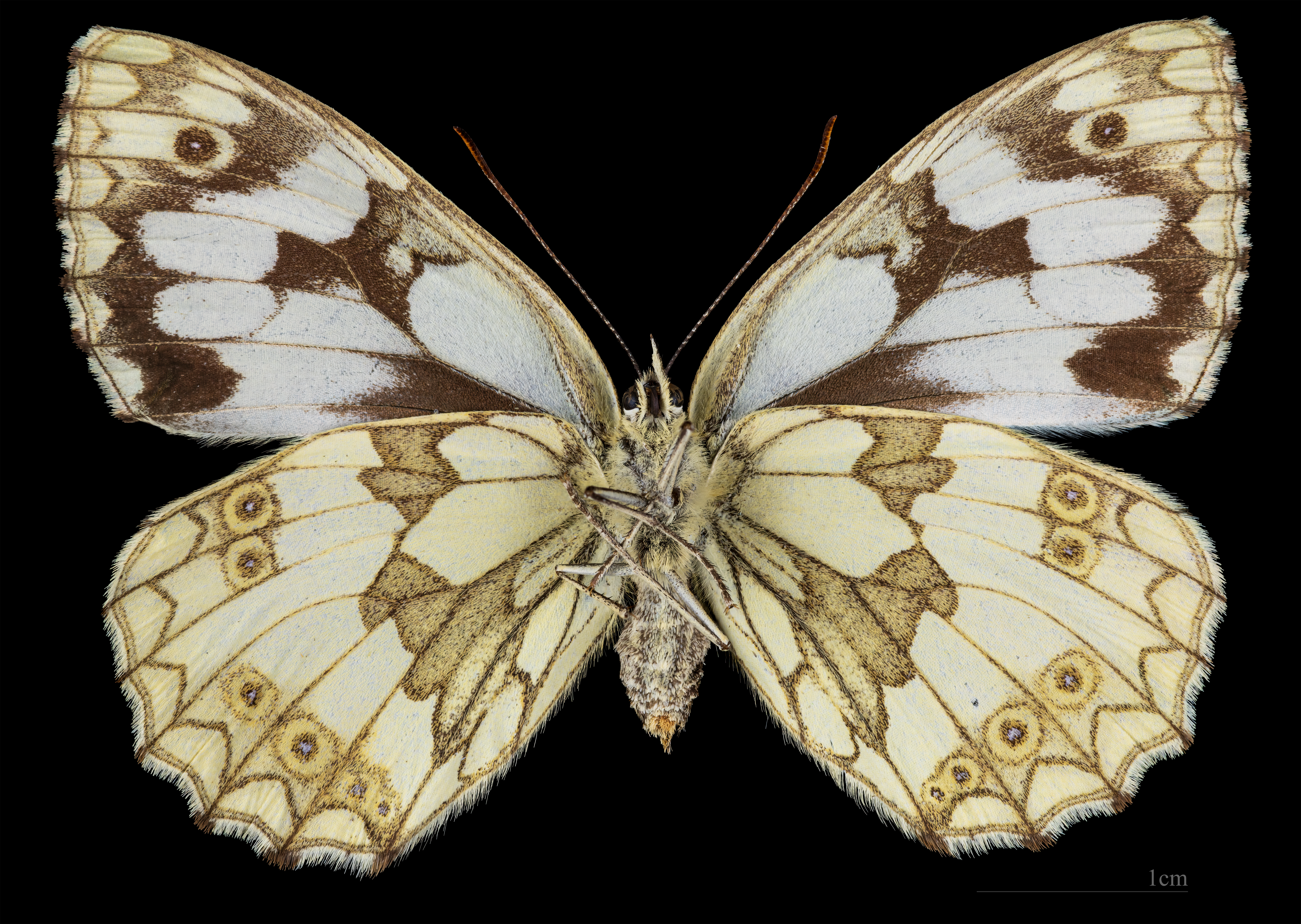
♀ △

## Levnadssätt
Denna fjäril, liksom alla andra fjärilar, genomgår under sitt liv fyra olika stadier; ägg, larv, puppa och fullvuxen (imago). En sådan förvandling kallas för fullständig metamorfos.
Flygtiden, den period när fjärilen är fullvuxen, infaller från juni till augusti. Under flygtiden parar sig fjärilarna och honan släpper äggen medan hon flyger. Ur ägget kläcks larven och den äter inget annat än äggskalet denna sommar, utan övervintrar och börjar äta under våren när den vaknar. Värdväxter, de växter larven lever på och äter av, är olika gräs till exempel arter i timotejsläktet, svingelsläktet och gröesläktet. När larven ätit sig fullstor förpuppas den. Puppstadiet varar ungefär tre veckor och sedan kläcks den fullbildade fjärilen ur puppan och en ny flygtid börjar.
Fjärilens habitat, den miljö den lever i, är där det finns både gräs för larverna att äta och blommor för de vuxna fjärilarna att dricka nektar från, till exempel ängar.

## Utbredning
Schackbrädets utbredningsområde sträcker sig från norra Afrika, södra och centrala Europa och österut till Uralbergen och Kaukasus. I Norden har den påträffats några enstaka gånger i Danmark och södra Sverige.

## Bildgalleri

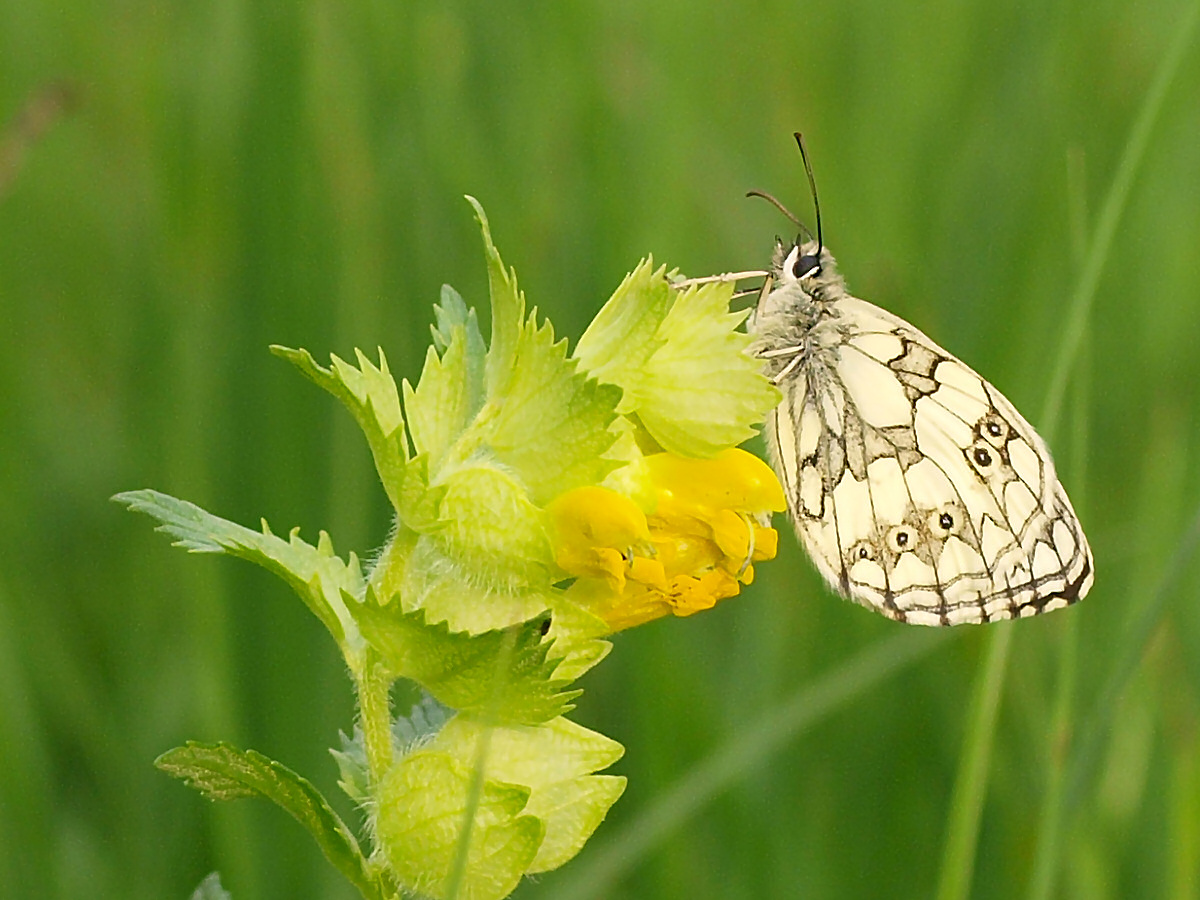
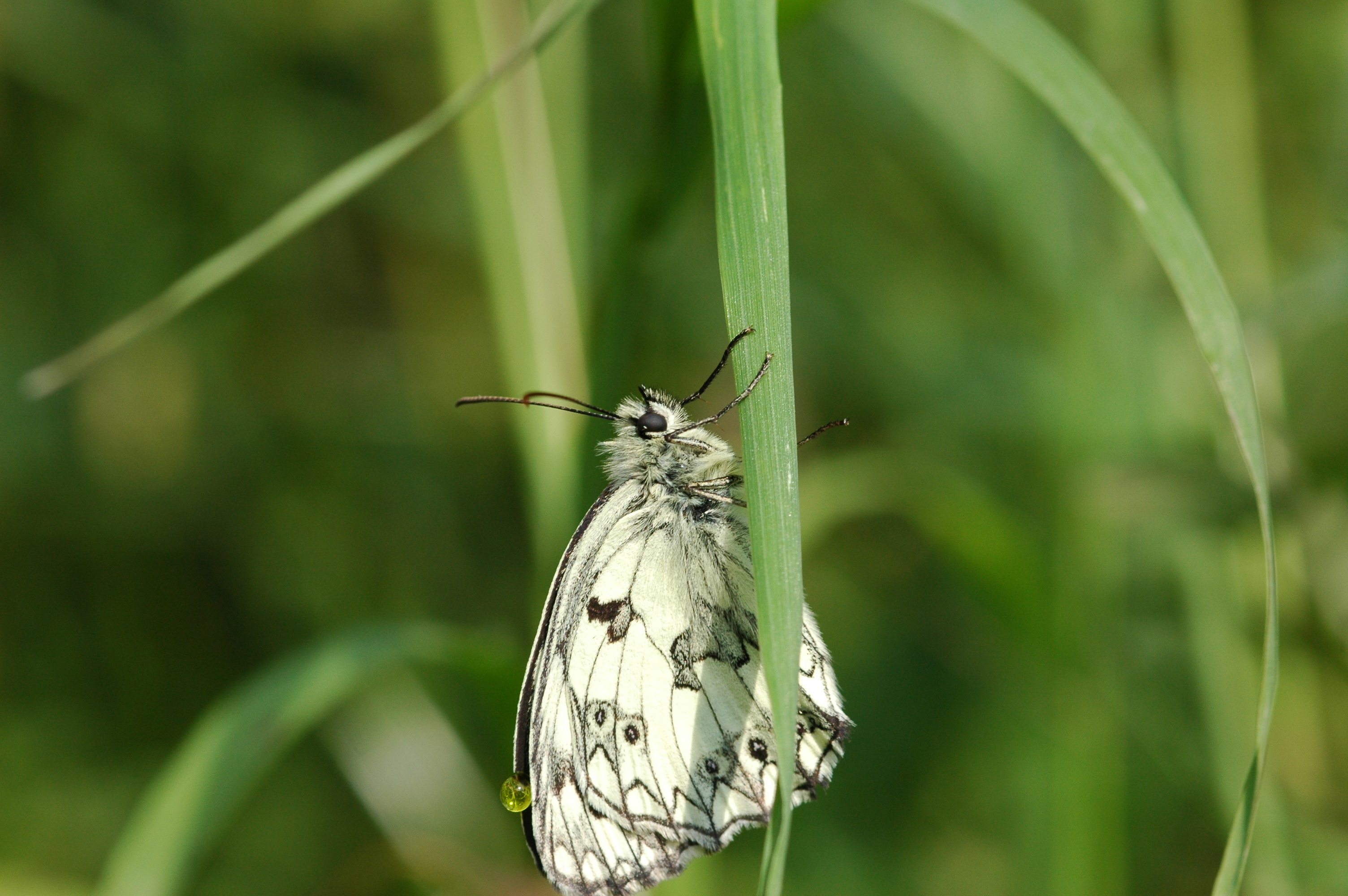
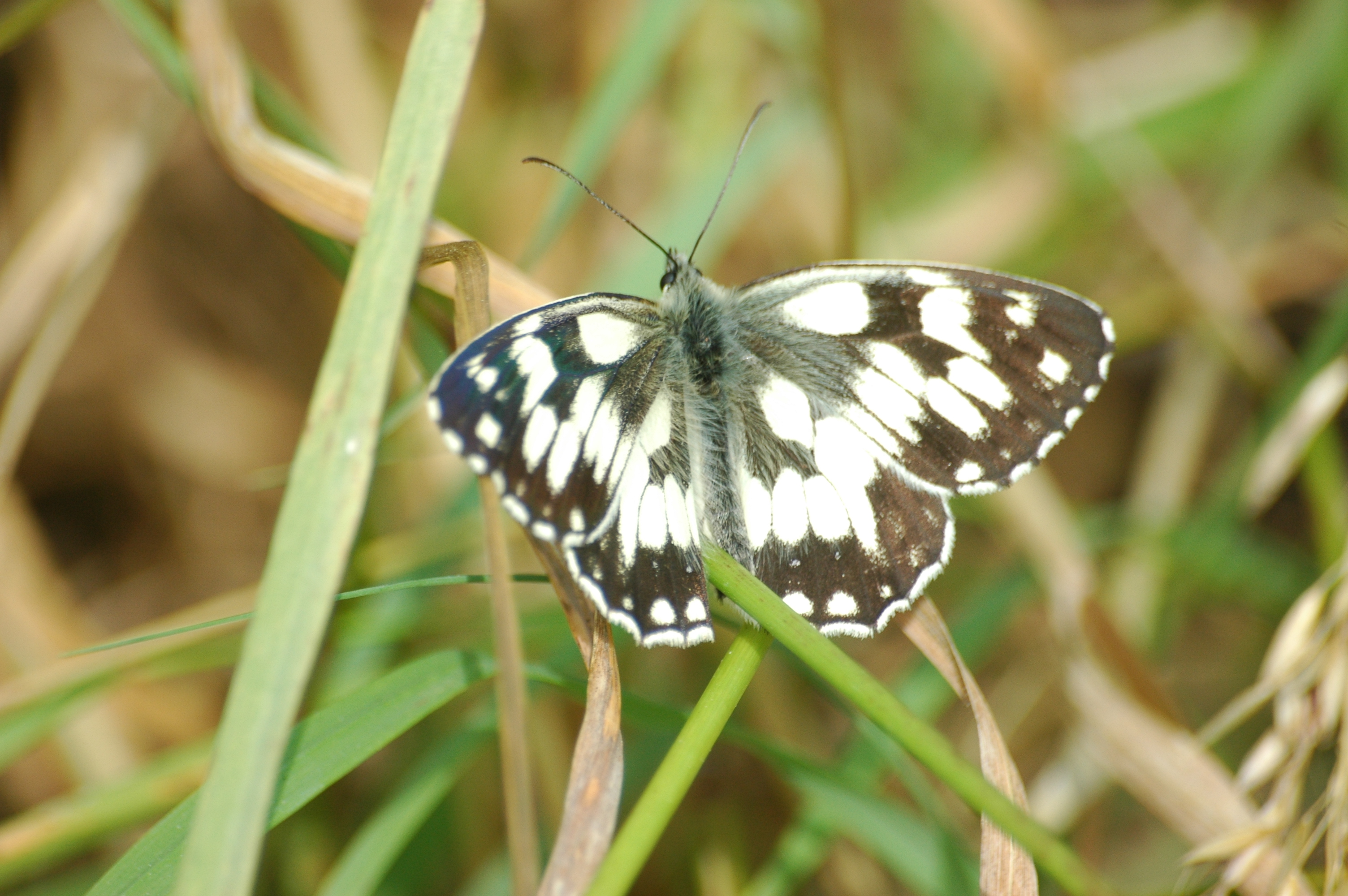
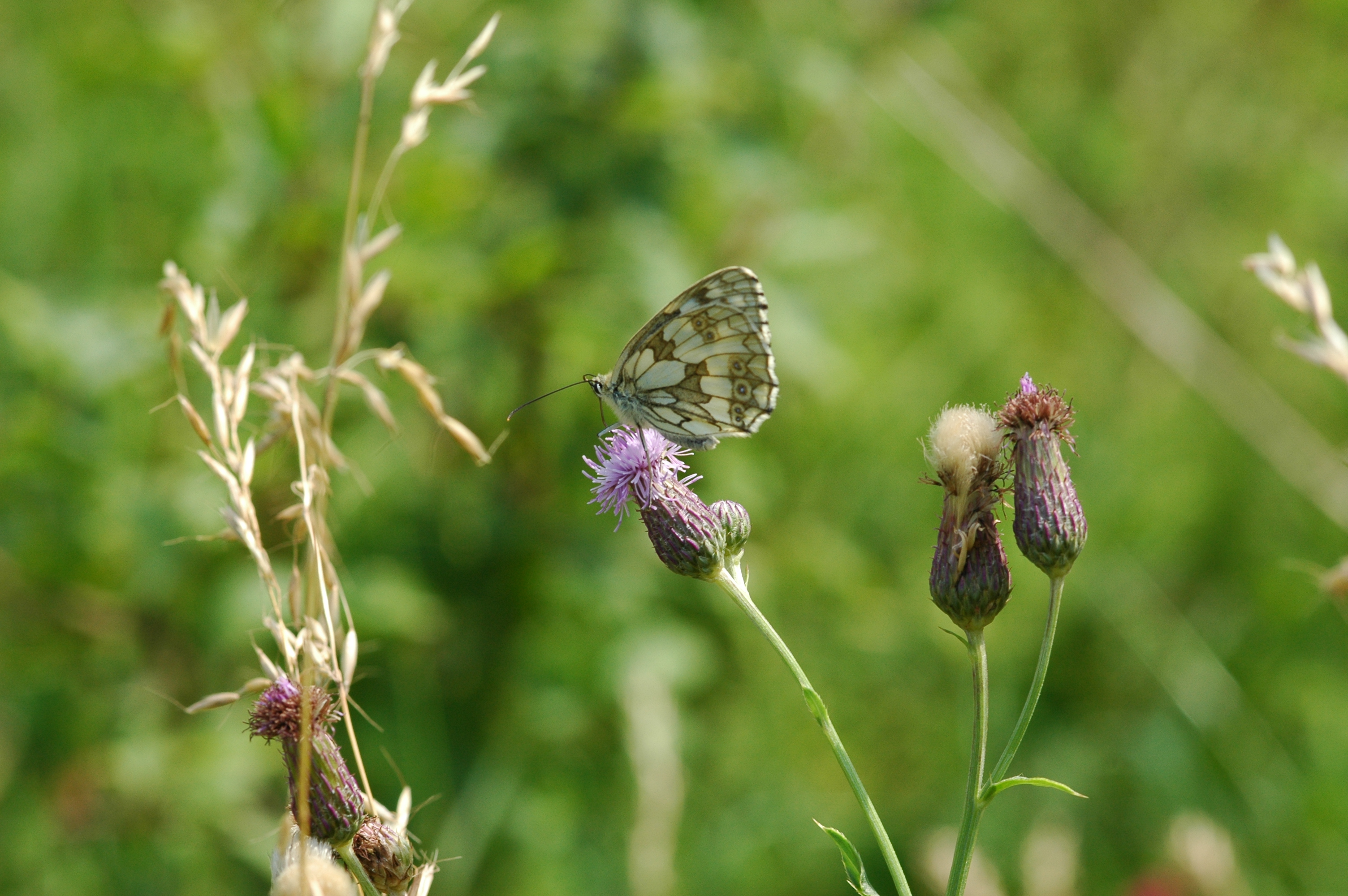
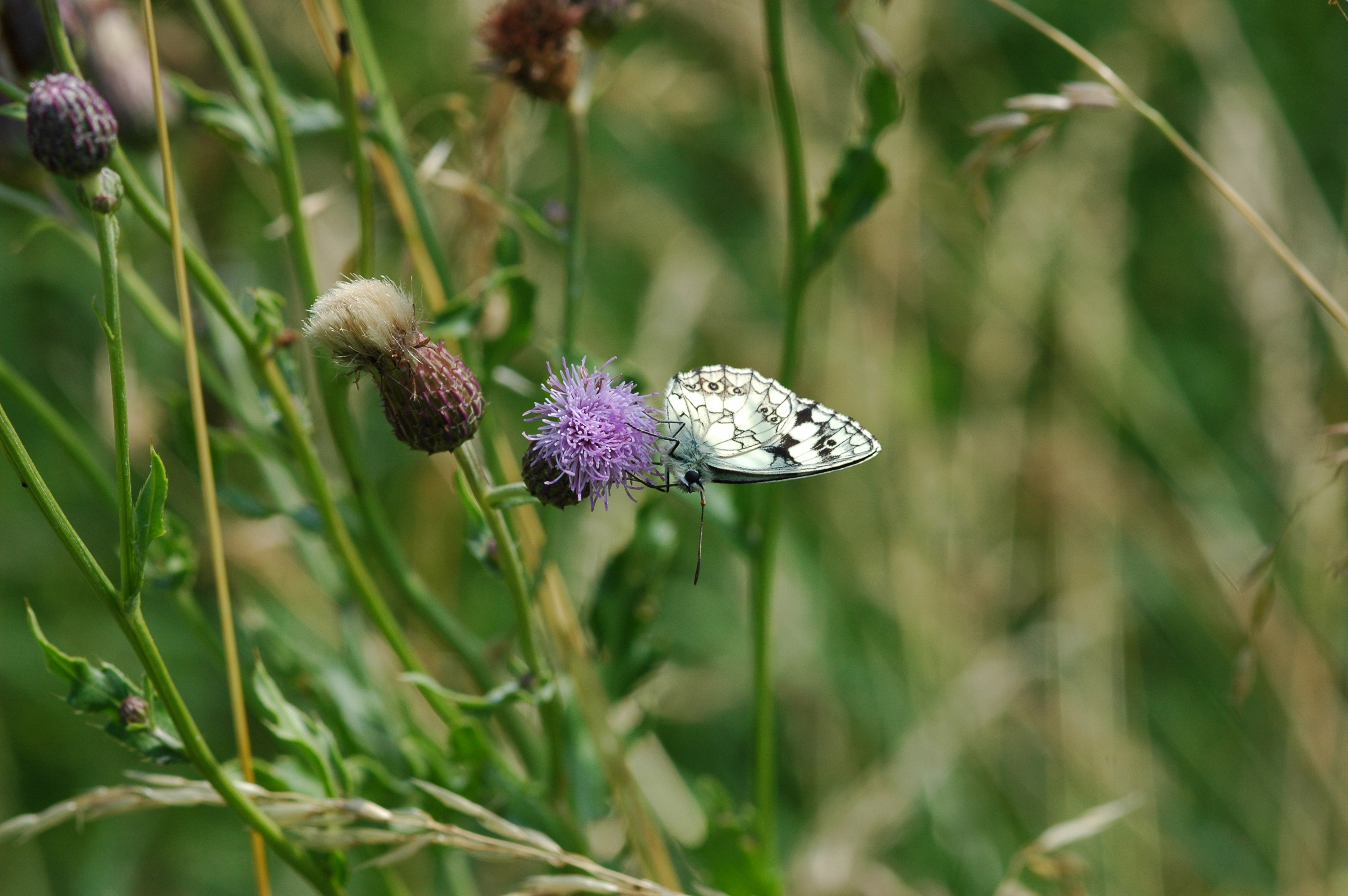
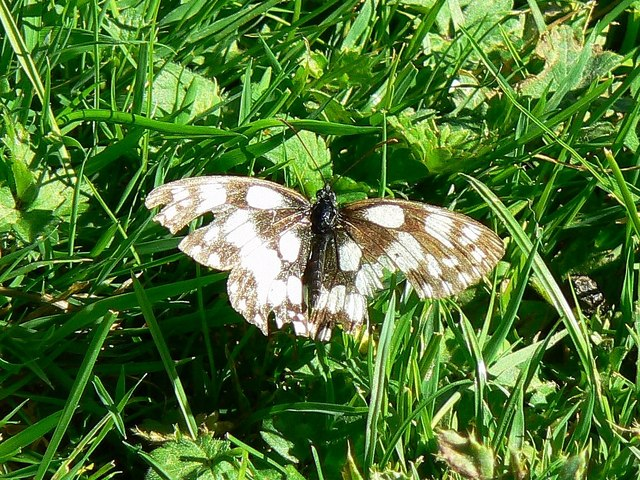